# Берти (язык)
Берти (также сагато, сагато-а; англ. berti, sagato, sagato-a) — вымерший язык восточносахарской ветви сахарской семьи. Был распространён в восточных областях Сахары (западная часть территории Судана). Являлся одним из языков субэтнической группы берти народа загава. Занимал изолированное положение среди остальных сахарских языков, наиболее близок был к языкам (или диалектам) загава.
По данным сайта Joshua Project численность этнической группы берти составляет 308 000 человек, в настоящее время они говорят на суданском диалекте арабского языка.
Язык берти был бесписьменным.

## Вопросы классификации
Язык берти является единственным представителем группы берти — одного из четырёх основных языковых объединений сахарской семьи (другие три объединения данной семьи — языковые группы тубу (теда), канури и загава).

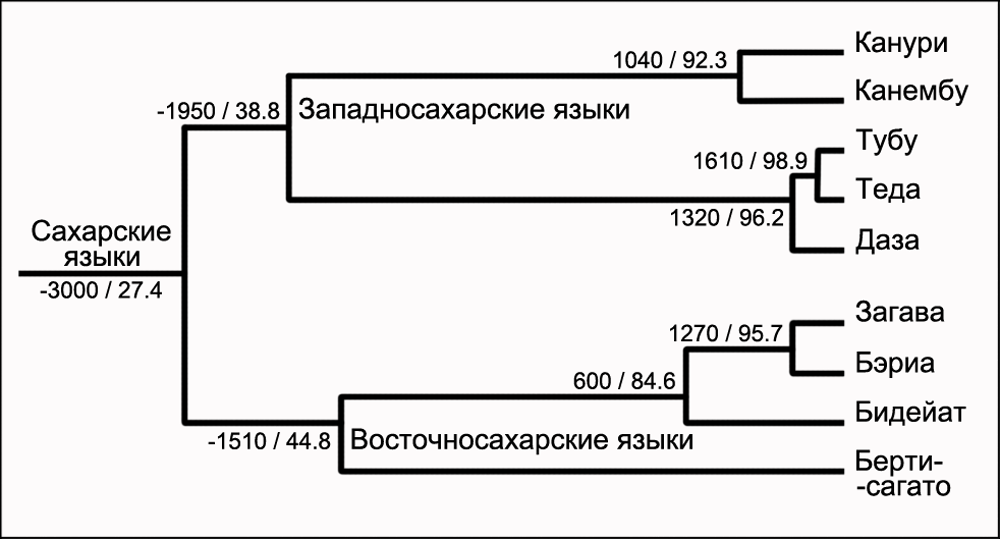
Время расхождения групп и идиомов / число когнатов в процентном соотношении в языках сахарской семьи

В классификации А. Н. Такера и М. Брайана группы языков загава и берти составляют восточную ветвь сахарских языков, противопоставленную группам канури и тубу (теда), образующим западную ветвь. Подобная классификация представлена также в работах чешского лингвиста В. Блажека и в справочнике языков мира Ethnologue. Опираясь на данные лексикостатистики В. Блажек делает вывод о том, что в составе сахарских языков язык берти наиболее близок к языковому кластеру загава-бэриа-бидейат (средний процент совпадений 44.8), он определяет время расхождения берти и группы загава XVI веком до н. э. (вероятно, языки разошлись и раньше, но подтвердить это предположение не представлялось возможным из-за неполноты словника и сложности определения всех заимствований).
Согласно классификации Дж. Х. Гринберга, язык берти вместе с языком загава образуют в рамках сахарской семьи одно из трёх языковых единств наряду с группой, объединяющей языки даза (тубу) и теда, и с группой, включающей языки канури и канембу. Такой классификации придерживался Л. Бендер (L. Bender), долгое время её разделял также К. Петрачек (K. Petráček).

## Ареал
Область распространения языка берти размещалась в пустынных районах Восточной Сахары на возвышенности Табаго, согласно современному административно-территориальномуму делению Судана, это территория вилаята Северный Дарфур и приграничных с Северным Дарфуром районов вилаята Северный Кордофан в западной части страны. Ареал берти граничил на западе с ареалами диалектов языка загава, на востоке — с ареалом западнонубийского языка мидоб.
Потомки носителей языка берти в настоящее время говорят на арабском языке, их численность составляет около 308 тысяч человек. Берти делятся на две группы, по-видимому, не имеющих общего этнического самосознания. Одна группа населяет местность к северо-востоку от города Эль-Фашер; другая мигрировала в восточные районы Северного Дарфура и западные районы Северного Кордофана в XIX веке. Данные группы имеют некоторые отличия в традиционных занятиях. У представителей западной группы берти помимо ручного земледелия и животноводства важную роль в хозяйстве играет сбор гуммиарабика для продажи на местных рынках.